# Alicja Bełcikowska
Pour les articles homonymes, voir Bełcikowski.
Alicja Bełcikowska était une journaliste, activiste sociale, et écrivain polonaise née le 7 juillet 1898 et morte le 21 juin 1940. Elle est l'épouse de Jan Bełcikowski. On n'en sait peu sur sa vie, si ce n'est que, comme son mari, elle s'est intéressée à la question de la femme.  
Elle fut assassinée par les Nazis en même temps que son mari. Ils figurent sur le registre des morts à Palmiry.
Elle fut membre de l'Union mondiale des Polonais à l'étranger.

### Sources
http://spn-forum.org